# Stopplaats Wijster
Wijster is een voormalige stopplaats aan Staatslijn C tussen Meppel en Groningen. De stopplaats van Wijster lag tussen de huidige stations van Beilen en Hoogeveen en was geopend van 16 december 1873 tot 15 mei 1938.
Het stationsgebouw werd gebouwd in 1903 en afgebroken in 1940. Het gebouw bevatte een woning en enkele dienstlokalen. Het stationsgebouw deed denken aan het stationsgebouw van Hoogkerk-Vierverlaten.
Bij de stopplaats stond ook een wachtpost (met nr.22). Dit gebouw is tegenwoordig nog steeds aanwezig.
In 1975 kwam deze locatie in het nieuws door de treinkaping die er plaatsvond.
0,0: Meppel ·
4,6: Ruinerwold ·
8,4: Koekange ·
14,5: Echten ·
19,8: Hoogeveen ·
29,4: Wijster ·
33,7: Beilen ·
37,8: Oranjekanaal ·
40,5: Hooghalen ·
49,3: Assen ·
56,3: Oudemolen ·
60,1: Vries-Zuidlaren ·
66,4: De Punt ·
71,2: Haren ·
74,2: Groningen Europapark ·
76,9: Groningen